# 沖縄市循環バス
沖縄市循環バス（おきなわしじゅんかんバス）は、沖縄県沖縄市役所建設部都市整備室の所管により、沖縄市内で運行しているコミュニティバスである。沖縄市役所を中心に、沖縄市中心部の国道330号からやや離れた地域にある主要公共施設、商店街などを循環する。4路線あり、路線により沖縄交通運輸・琉球バス交通に運行を委託している。

## 沿革
2005年に検討委員会を立ち上げ、中心市街地の活性化等を目的としたコミュニティバスとして2007年度に3か月間の実証実験、さらに2010年度にも実証実験を実施したのち、2011年度から通年運行している。
2019年度より大幅に運行内容を変更。運行区間を拡大し沖縄市中部・西部地区の中心市街地外まで運行する形態となり、運行経費増加に対応するため運賃値上げや停留所名ネーミングライツの導入を実施した。2020年度に北部・東部地区でも運行を開始した。
- 2007年12月15日-2008年2月16日 実証実験として運行開始[2][3]。東陽バスに委託。同一ルートで左回りと右回り各19本、30分-1時間間隔での運行。運賃140円均一（運行開始日の2007年12月15日と翌16日は無料で運行）。
- 2010年6月10日-2011年2月28日 沖縄市中心市街地循環バス実証調査事業として運行。中部観光バスに委託。無料[4]。
- 2011年4月1日 1年間の予定で運行再開[5]。事業費約1800万円の約半分は国土交通省の社会資本総合整備交付金を活用。運行は前年度と同じく中部観光バス。
- 2012年4月1日 運行継続[6]。引き続き中部観光バスが14本を運行。
- 2012年8月1日-9月30日 有料化の実証実験を実施。運賃100円均一（小人、障害者は無料）[7]。
- 2012年9月3日 コザ銀天街経由の新路線を運行開始[8]。
- 2013年4月1日 本格運行開始。ルート変更。運行事業者が琉球バス交通と東陽バスに切り替わる。
- 2013年8月1日 有料化。運賃100円均一（小人、障害者は無料）[9]。
- 2019年4月1日 ダイヤ改正。
  - 沖縄市中心市街地循環バス→沖縄市循環バスに改称。
  - 一部経路変更の上、コザルート→中部ルート、胡屋ルート→西部ルートに改称。運行本数は減便。
  - 運賃200円均一（小人、障害者100円）に値上げ。
- 2020年4月1日 ダイヤ改正。
  - ルートを再編し、北部ルート、東部ルートを新設。
  - 全ルート土曜日は早朝の第1便を運休、日曜は全便運休とする。
- 2021年4月1日 ダイヤ改正。
  - 北部ルートを減便。
  - 一部ルートの再編とバス停の新設を行う。
- 2022年4月1日 ダイヤ改正[10]。
  - 中部・北部ルートの再編を行う。
  - 北部ルートの基点を中部興産沖縄市役所前に変更。

## 路線
- 2025年度。

中部ルート
- 平日8便・土曜7便。1周約60 - 70分。

中部興産沖縄市役所前 → 安慶田バイパス（安室橋） → 照屋2丁目 → わしみ橋 → ユニオン宮里店 → 古謝津嘉山町 → 美里ヒフ科前 → 字松本 → 美原4丁目 → 美里公園 → ひが薬局美里店 → 美里公民館 → 銀天街（コザ十字路） → 社会福祉センター → 仲松商事前 → 嘉間良2丁目 → 八重島公園 → 沖縄市民会館 → BCコザ（市立図書館） → 一番街・サンシティ → ミュージックタウン → 中部興産沖縄市役所前
西部ルート
- 平日9便・土曜8便。1周約60 - 70分。中部徳洲会病院バス停は北中城村内。

中部興産沖縄市役所前 → 新垣病院前 → 安慶田5丁目 → 沖縄こどもの国 → 島袋小学校 → プラザハウス前 → 中部徳洲会病院 → 高速山里 → 合名会社総合センター → 桃山クリニック → 翔南病院 → 山内自治会 → 山内3丁目 → 安立医院前 → 中部電算フォーム前 → コザ運動公園 → レフ沖縄アリーナbyベッセルホテルズ → 中の町自治会 → コザ信用金庫胡屋支店前 → BCコザ（市立図書館） → ミュージックタウン → 中部興産沖縄市役所前
東部ルート
- 平日11便・土曜10便。1周52分。土曜運休の1便は海邦町自治会始発。最終便はあわせモール前終点。

中部興産沖縄市役所前 → ソフィアクリニック → うえはら眼科前 → 高原十字路 → 大里2丁目 → 東桃原公民館前 → 泡瀬 → 古謝 → あわせモール前 → 海邦町自治会 → Sky Synapse → 泡瀬橋 → ビジュル公園前 → 泡瀬2丁目 → アワセ第一デイサービス → 泡瀬3丁目 → 沖縄県総合運動公園中央口 → 東部クリニック前 → 沖縄県総合運動公園北口 → TAPIC沖縄リハビリテーションセンター病院 → ピザアントレ → 愛聖クリニック → ちむわざ歯科前 → 高原十字路 → 高原1丁目 → ソフィアクリニック → 中部興産沖縄市役所前
北部ルート
- 平日7便・土曜5便。1周81 - 93分。土曜運休の1便は後原始発。最終便は後原終点。

中部興産沖縄市役所前 →  コザ信用金庫胡屋支店前 →  BCコザ（市立図書館） → 沖縄市民会館 → 美里団地 → メモリアルホール沖縄前 → 美咲特別支援学校前 → 美里市営住宅前 → 中部たたみ店 → 知花6丁目 → 中頭病院 → 登川3丁目 → 吉本工業前 → 北美小学校 → 嶺住宅設備前 → 株式会社三和ハウス前 → 後原 → 北美団地 → 池原公民館 → 北美小学校 → 登川 → ちゃんぷるー市場 → かりゆし園前 → ちばなクリニック → 知花十字路 → モーリアクラシック沖縄迎賓館前 → 仲本工業前 → 中部観光バス前 → 沖縄市民会館 → BCコザ（市立図書館） → ミュージックタウン → 中部興産沖縄市役所前
- 中部・東部ルートは沖縄交通運輸、西部・北部ルートは琉球バス交通（具志川営業所）が運行を担当する[1]。
- 全ルート一方方向のみの循環運行である。始発便は7時台（土曜日運休）、最終便は17 - 18時台最終である。日曜および1月1日から3日の間は全便運休。
- ルートが接続する以下のバス停では無料乗継券をもらうことで別ルートへの乗り継ぎが可能。
  - 中部興産沖縄市役所前 - 全ルート相互
  - BCコザ（市立図書館） - 西部・中部・北部相互
  - ミュージックタウン - 西部・中部・北部相互
  - 美里市営住宅前（北部） - 美原４丁目（中部）間相互

## 運賃
大人200円均一（前払い）。小人・65歳以上・障害者手帳所持者は100円。運転免許証を自主返納した者は50円。

## 車両
2013年8月1日の有料化に合わせ両社とも日野・ポンチョの専用車が導入された。